# Rue Catulienne
La rue Catulienne est une voie de communication de Saint-Denis.

## Situation et accès

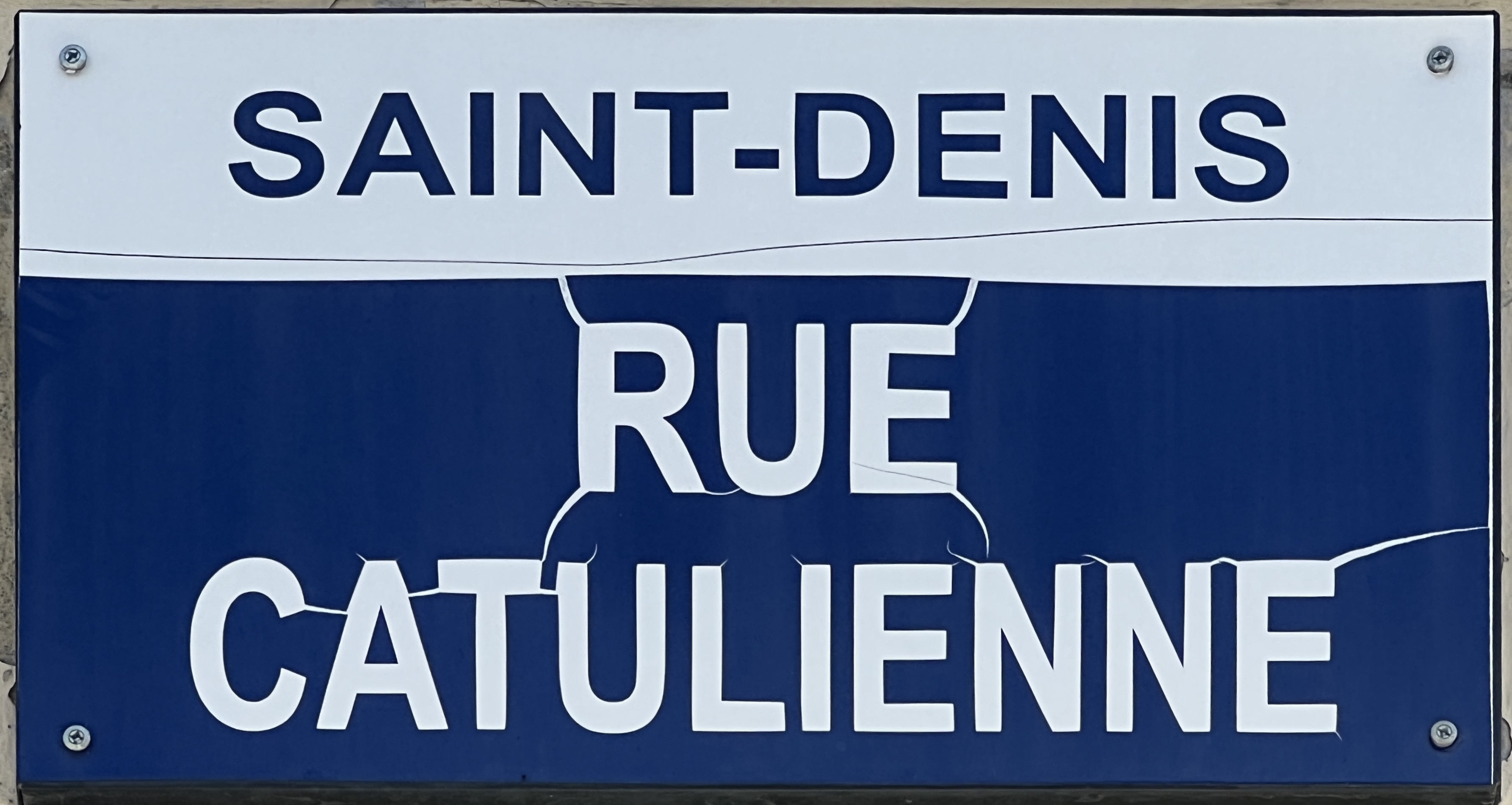
Plaque Rue Catulienne, juillet 2022.

La rue Catulienne, orientée nord-sud, est située dans le centre historique de la ville. Comme la rue de la Charronnerie avec laquelle elle est alignée, son tracé suit celui du cardo antique, voie qui menait à la mer.
Cette voie est piétonne à partir de la rue Ernest-Renan.

## Origine du nom
Son nom vient de Catulla, une femme gallo-romaine qui aurait enterré Denis de Paris après son martyre,. L'abbé Hilduin de Saint-Denis raconte que Denis porta sa propre tête des lieux de son supplice jusqu'à un village appelé Catolacus, ou Catoliacus dont le nom signifierait en Gaulois « lieu de combat ». Là, il rencontra Catulla, et s'écroula.
Le 21 mars 1893, le conseil municipal exprima le souhait de la renommer rue Ferdinand-Gambon, mais cette demande fut refusée.

## Historique

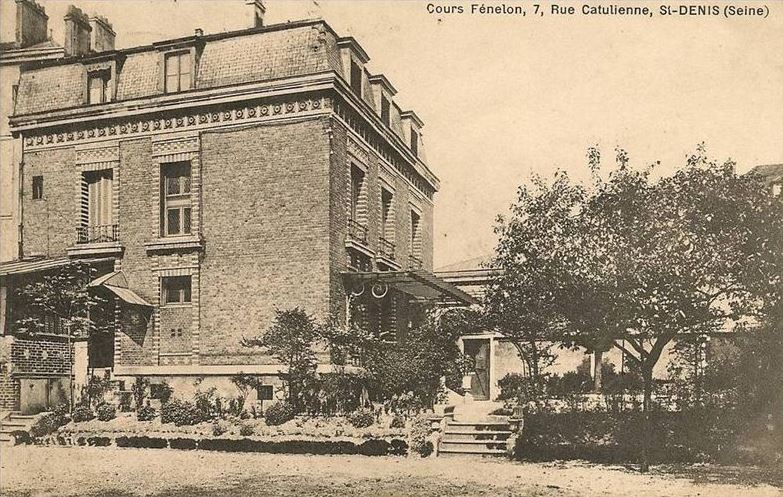
Ancien cours Fénelon, rue Catulienne, dans les années 1900.

Des fouilles archéologiques ont révélé qu'à l'époque carolingienne, la route antique (l'estrée) qui se trouve sous la rue actuelle, rejoignait le chemin de terre qui deviendra la rue de la Boulangerie.
L'historien et secrétaire du roi Nicole Gilles, en 1538, rapporte l'histoire de Catulle qui recueillit les corps de saint Denis, saint Rustique et saint Eleuthère et les fit ensevelir à cet endroit. Il raconte la légende que plus tard, alors que le roi Dagobert chassait dans les environs, un cerf lui apparut miraculeusement et se réfugia dans la chapelle édifiée à la mémoire des saints.
Jacques Doublet (1560-1648), historien de la ville, la mentionne en 1625 sous le nom de rue Catulle.

## Bâtiments remarquables et lieux de mémoire
Une succursale de la Banque de France y est construite en style néo-Louis XVI. Depuis juillet 2023, le bâtiment abrite la Sous-préfecture de Saint-Denis, la Banque de France conservant un pavillon pour l'accueil du public.
Au numéro 15, qui donne également sur boulevard Jules Guesde, l'architecte Henry Hommet dessine les entrepôts et magasins de la pharmacie Canonne, construit en 1930, qui produisent notamment la pastille Valda. Par la suite, le bâtiment abrite le conservatoire municipal de musique et de danse, qui fait l'objet de travaux de rénovation en 2025,,.
La rue compte diverses résidences du XIXe siècle.
À l'angle de la rue Ernest-Renan, un ancien cinéma construit en 1908 par la société Pathé abrite aujourd'hui l'enseigne de vêtements de sport Snipes.